# Seddera velutina
Seddera velutina är en vindeväxtart som beskrevs av Robert Reid Mill. Seddera velutina ingår i släktet Seddera och familjen vindeväxter. Inga underarter finns listade i Catalogue of Life.